# سولولا
سولولا هي بلدية في غواتيمالا، تتبع إدارة سولولا، هي عاصمة إدارة سولولا، بلغ عدد سكانها 63٬973  نسمة، في 2010، تبلغ مساحتها 94 كيلومتر مربع، رمزها البريدي هو 07001.

## الموقع
تشترك في الحدود مع:
- بتوتونيكابان
- Santa Cruz La Laguna [الإنجليزية]‏
- San José Chacayá [الإنجليزية]‏
- Lake Atitlán [الإنجليزية]‏
- Chichicastenango [الإنجليزية]‏
- Panajachel [الإنجليزية]‏
- Nahualá [الإنجليزية]‏.